# بروس بايرون
بروس بايرون (بالإنجليزية: Bruce Byron)‏ هو ممثل بريطاني، ولد في 13 مارس 1959 في المملكة المتحدة.

## وصلات خارجية
- بروس بايرون على موقع IMDb (الإنجليزية)
- بروس بايرون على موقع قاعدة بيانات الفيلم (الإنجليزية)